# 会宝岭水库
会宝岭水库，位于中国山东省苍山县西部，西泇河源头，于1959年12月建成。水库是由南、北两库中间用连通沟连接的连环库，集水面积420平方公里，总库容1.97亿立方米，兴利库容1.03亿立方米。南坝长1500米，坝顶宽8米，坝顶高程81米，最大坝高25米；北坝长1250米，坝顶宽7米，坝顶高程81.6米，最大坝高19.6米。连接南北两库的连通沟总长1064米。水库电站自1979运行以来，年平均发电量140万千瓦时水库灌区于1962年开灌，有效灌溉面积7533公顷。